# Choeroichthys
Choeroichthys är ett släkte av fiskar. Choeroichthys ingår i familjen kantnålsfiskar.
Kladogram enligt Catalogue of Life:
| Choeroichthys | \| \| Choeroichthys brachysoma \| \| \| \| \| \| Choeroichthys cinctus \| \| \| \| \| \| Choeroichthys latispinosus \| \| \| \| \| \| Choeroichthys sculptus \| \| \| \| \| \| Choeroichthys smithi \| \| \| \| \| \| Choeroichthys suillus \| \| \| \| |
|               | \| \| Choeroichthys brachysoma \| \| \| \| \| \| Choeroichthys cinctus \| \| \| \| \| \| Choeroichthys latispinosus \| \| \| \| \| \| Choeroichthys sculptus \| \| \| \| \| \| Choeroichthys smithi \| \| \| \| \| \| Choeroichthys suillus \| \| \| \| |
|               | Choeroichthys brachysoma |
|               | |
|               | Choeroichthys cinctus |
|               | |
|               | Choeroichthys latispinosus |
|               | |
|               | Choeroichthys sculptus |
|               | |
|               | Choeroichthys smithi |
|               | |
|               | Choeroichthys suillus |
|               | |